# Århus Amt (vor 1970)

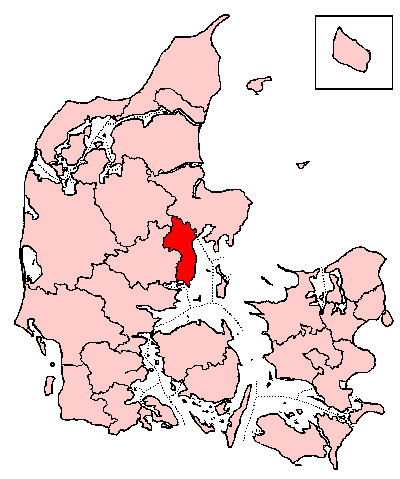
Lage des Århus_Amt in Dänemark

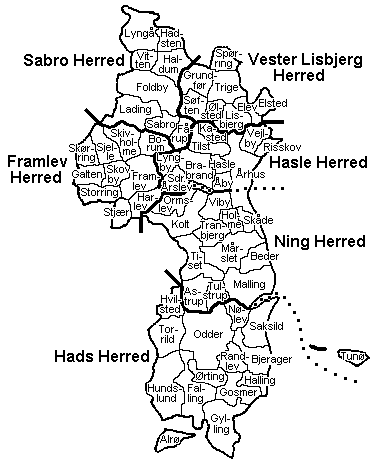
Århus Amt (vor 1970)

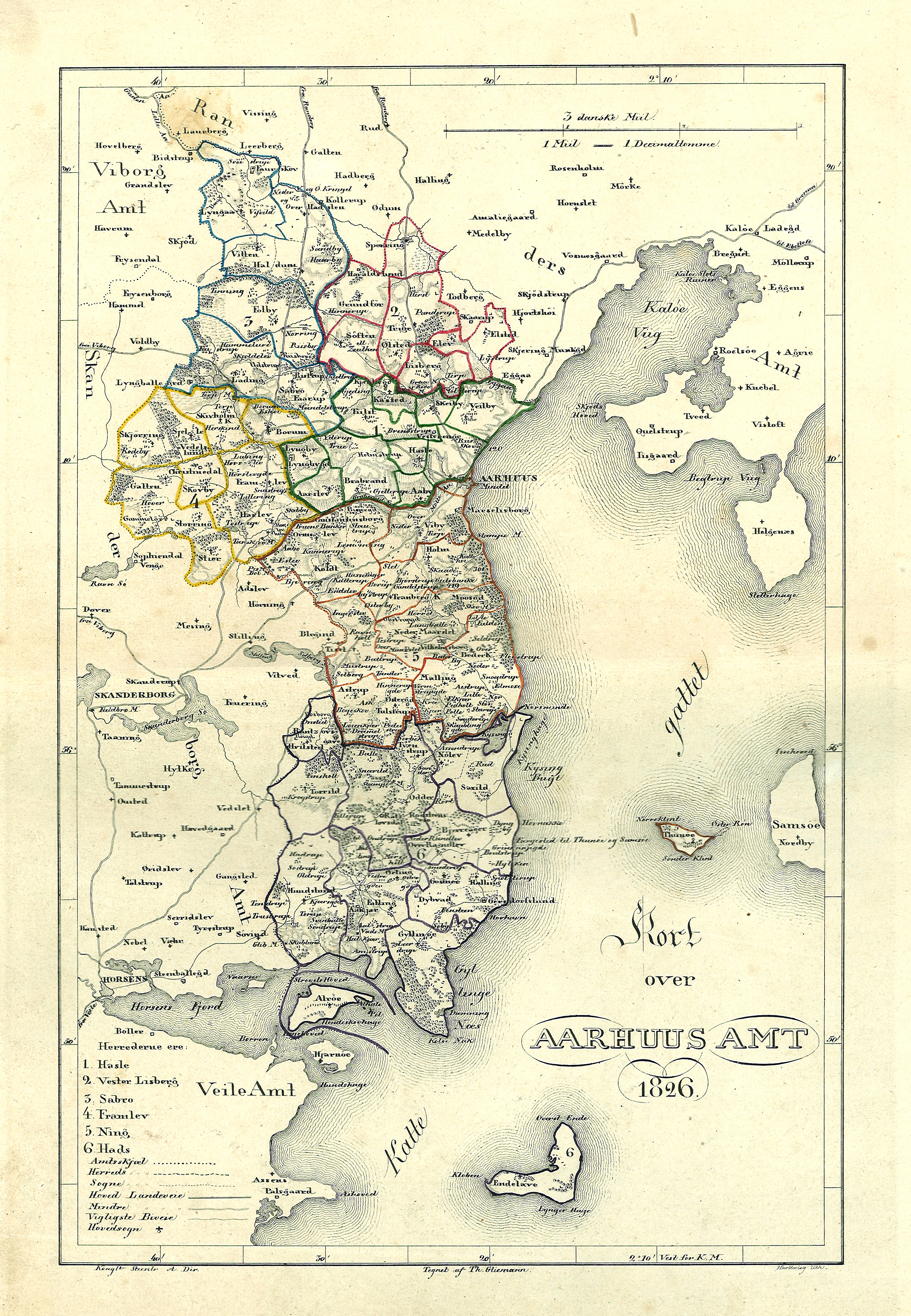
Århus Amt 1826; Grenzen der Kirchspiele und Kommunen markiert

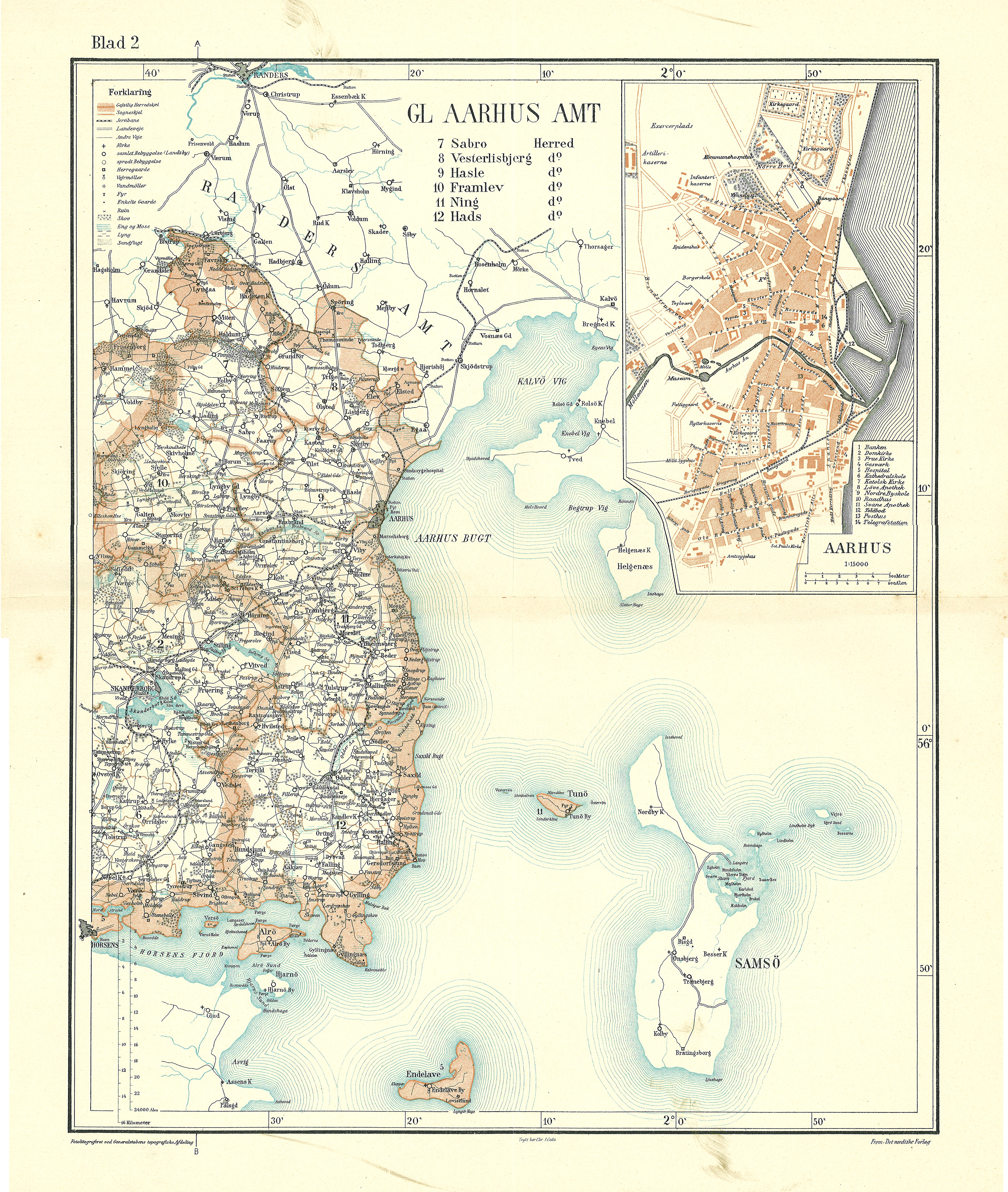
Århus Amt ca. 1900

Århus Amt (benannt nach der Stadt Århus) war bis zur dänischen Kommunalreform zum 1. April 1970 eines der damaligen Ämter in Dänemark.
Århus Amt bestand aus sechs Harden (dän.: Herred):
- Framlev
- Hads
- Hasle
- Ning
- Sabro
- Vester Lisbjerg

Mit der Kommunalreform 1970 wurde das Amtsgebiet in sechs Kommunen aufgeteilt:
- Galten
- Hadsten
- Hammel
- Hinnerup
- Odder
- Århus

Diesen wurden sieben Kommunen zugeschlagen, die aus dem nördlichen Teil des Skanderborg Amt gebildet wurden:
- Gjern
- Hammel
- Hørning
- Ry
- Silkeborg
- Skanderborg
- Them

Außerdem wurde dem Århus Amt die Insel Samsø (Samsø Kommune) zugeschlagen die bis dahin zum Holbæk Amt gehört hatte, ferner das Randers Amt, ausgenommen Hobro und einige umliegende Kirchspiele, die ans Nordjyllands Amt gingen. All diese Gebiete zusammen wurden zum „neuen“ Århus Amt, das mit der Kommunalreform 2007 in der Region Midtjylland aufging